# Portsmouth Invitational Tournament
Portsmouth Invitational Tournament (PIT) – najstarszy amatorski turniej koszykówki, rozgrywany w Stanach Zjednoczonych. Jedyny posezonowy obóz szkoleniowy dla graczy akademickich (seniorów – koszykarzy ostatniego roku). Jest to pierwszy i zaledwie jeden z dwóch przed-draftowych obozów NBA, drugi to camp w Orlando. W 2019 firma SB Ballard Construction została głównym sponsorem strojów koszykarskich.
Podczas czterodniowego turnieju (od 1953) każda z ośmiu drużyn rozgrywa po trzy spotkania. Drużyny składają się z ośmiu zawodników o statusie seniora. Turniej jest uznawany przez National Basketball Association (NBA) oraz europejskich skautów za jedną z imprez promujących przyszłych, zawodowych koszykarzy. Prawie 200 uczestników turnieju znalazło później pracę w NBA.
Turniej rozpoczyna się zazwyczaj w pierwszą środę po zakończeniu mistrzostw NCAA Division I. Wszystkie spotkania są rozgrywane w hali szkoły średniej Churchland High School w Portsmouth (Wirginia). Wstęp na spotkania rozgrywane za dnia jest wolny. Bilety na spotkania wieczorne można nabyć przy drzwiach. Czterodniowe karnety można zakupić w Portsmouth Visitor Center.
Wśród zawodników NBA, którzy wzięli udział w turnieju znajdują się między innymi: Scottie Pippen, Dennis Rodman, John Stockton, Tim Hardaway, Ben Wallace, Avery Johnson, Jeremy Lin, Rick Barry, Dave Cowens, czy Earl Monroe.
| Rok  | Mistrz                 | Wicemistrz                | MVP              |
| ---- | ---------------------- | ------------------------- | ---------------- |
| 2008 | Tidewater Sealants     | Portsmouth Sports Club    | Jamar Butler     |
| 2009 | Norfolk Naval Shipyard | Sales System Ltd          | DeMarre Carroll  |
| 2010 | K&D Rounds Landscaping | Roger Browns              | Jerome Randle    |
| 2011 | K&D Rounds Landscaping | Cherry, Bekaert & Holland | Jimmy Butler     |
| 2012 | Roger Browns           | Portsmouth Sports Club    | Kyle O’Quinn     |
| 2013 | K&D Rounds Landscaping | Roger Browns              | Brandon Davies   |
| 2014 | Sales System Ltd       | Norfolk Naval Shipyard    | Davante Gardner  |
| 2015 | Cherry Bekaert         | Portsmouth Partnership    | Treveon Graham   |
| 2016 | Roger Browns           | Norfolk Sports Club       | A.J. English III |
| 2017 | Portsmouth Partnership | Roger Browns              | Damyean Dotson   |
| 2018 | bd                     | bd                        | Jaylen Barford   |
| 2019 | Portsmouth Partnership | Sales System Ltd.         | Chris Clemons    |

## Uczestnicy turnieju wybrani w drafcie NBA
| Rok  | Zawodnik             | Uczelnia                    | Runda | Numer                | Zespół                 |
| ---- | -------------------- | --------------------------- | ----- | -------------------- | ---------------------- |
| 1965 | Rick Barry           | Miami (Florida)             | 1     | 2                    | San Francisco Warriors |
| 1967 | Earl Monroe          | Winston-Salem               | 1     | 2                    | Baltimore Bullets      |
| 1970 | Dave Cowens          | Florida State               | 1     | 4                    | Boston Celtics         |
| 1976 | John Lucas           | Maryland                    | 1     | 1 Houston Rockets    |                        |
| 1980 | Rick Mahorn          | Hampton                     | 2     | 35                   | Washington Bullets     |
| 1981 | Eddie Johnson        | Illinois                    | 2     | 29 Kansas City Kings |                        |
| 1983 | Mark West            | Old Dominion                | 2     | 30                   | Dallas Mavericks       |
| 1984 | Jerome Kersey        | Longwood                    | 2     | 46                   | Portland Trail Blazers |
| 1984 | John Stockton        | Gonzaga                     | 1     | 16                   | Utah Jazz              |
| 1985 | Sam Mitchell         | Mercer                      | 3     | 54                   | Houston Rockets        |
| 1985 | Gerald Wilkins       | Tennessee-Chattanooga       | 2     | 47                   | New York Knicks        |
| 1985 | Terry Porter         | Wisconsin-Stevens Point     | 1     | 24                   | Portland Trail Blazers |
| 1985 | Charles Oakley       | Virginia Union              | 1     | 9                    | Cleveland Cavaliers    |
| 1986 | Jeff Hornacek        | Iowa State                  | 2     | 46                   | Phoenix Suns           |
| 1986 | Johnny Newman        | Richmond                    | 2     | 29                   | Cleveland Cavaliers    |
| 1986 | Dennis Rodman        | Southeastern Oklahoma State | 2     | 27                   | Detroit Pistons        |
| 1987 | Chris Dudley         | Yale                        | 4     | 75                   | Cleveland Cavaliers    |
| 1987 | Muggsy Bogues        | Wake Forest                 | 1     | 12                   | Washington Bullets     |
| 1987 | Scottie Pippen       | Central Arkansas            | 1     | 5                    | Seattle SuperSonics    |
| 1988 | Anthony Mason        | Tennessee State             | 3     | 53                   | Portland Trail Blazers |
| 1988 | Grant Long           | Eastern Michigan            | 2     | 33                   | Miami Heat             |
| 1988 | Vinny Del Negro      | North Carolina State        | 2     | 29                   | Sacramento Kings       |
| 1988 | Brian Shaw           | UC Santa Barbara            | 1     | 24                   | Boston Celtics         |
| 1988 | Dan Majerle          | Central Michigan            | 1     | 14                   | Phoenix Suns           |
| 1989 | Chucky Brown         | North Carolina State        | 2     | 43                   | Cleveland Cavaliers    |
| 1989 | Jeff Sanders         | Georgia Southern            | 1     | 20                   | Chicago Bulls          |
| 1989 | Tim Hardaway         | UTEP                        | 1     | 14                   | Golden State Warriors  |
| 1990 | Antonio Davis        | UTEP                        | 2     | 45                   | Indiana Pacers         |
| 1990 | Tony Massenburg      | Maryland                    | 2     | 43                   | San Antonio Spurs      |
| 1990 | Jud Buechler         | Arizona                     | 2     | 38                   | Seattle SuperSonics    |
| 1990 | Greg Foster          | UTEP                        | 2     | 35                   | Washington Bullets     |
| 1990 | Dee Brown            | Jacksonville                | 1     | 19                   | Boston Celtics         |
| 1990 | Duane Causwell       | Temple                      | 1     | 18                   | Sacramento Kings       |
| 1991 | Isaac Austin         | Arizona State               | 2     | 48                   | Utah Jazz              |
| 1991 | Bobby Phills         | Southern                    | 2     | 45                   | Milwaukee Bucks        |
| 1991 | Randy Brown          | New Mexico State            | 2     | 31                   | Sacramento Kings       |
| 1991 | Terrell Brandon      | Oregon                      | 1     | 11                   | Cleveland Cavaliers    |
| 1992 | Popeye Jones         | Murray State                | 2     | 41                   | Houston Rockets        |
| 1992 | Brent Price          | Oklahoma                    | 2     | 32                   | Washington Bullets     |
| 1992 | P.J. Brown           | Louisiana Tech              | 2     | 29                   | New Jersey Nets        |
| 1993 | Chris Whitney        | Clemson                     | 2     | 47                   | San Antonio Spurs      |
| 1993 | Scott Burrell        | Connecticut                 | 1     | 20                   | Charlotte Hornets      |
| 1994 | Lawrence Funderburke | Ohio State                  | 2     | 51                   | Sacramento Kings       |
| 1994 | Anthony Miller       | Michigan State              | 2     | 39                   | Golden State Warriors  |
| 1994 | Michael Smith        | Providence                  | 2     | 35                   | Sacramento Kings       |
| 1994 | Howard Eisley        | Boston College              | 2     | 30                   | Minnesota Timberwolves |
| 1994 | Dickey Simpkins      | Providence                  | 1     | 21                   | Chicago Bulls          |
| 1995 | Loren Meyer          | Iowa State                  | 1     | 24                   | Dallas Mavericks       |
| 1995 | Jason Caffey         | Alabama                     | 1     | 20                   | Chicago Bulls          |
| 1995 | Theo Ratliff         | Wyoming                     | 1     | 18                   | Detroit Pistons        |
| 1995 | Eric Williams        | Providence                  | 1     | 14                   | Boston Celtics         |
| 1996 | Shandon Anderson     | Georgia                     | 2     | 54                   | Utah Jazz              |
| 1996 | Mark Pope            | Kentucky                    | 2     | 52                   | Indiana Pacers         |
| 1996 | Chris Robinson       | Western Kentucky            | 2     | 51                   | Vancouver Grizzlies    |
| 1996 | Amal McCaskill       | Marquette                   | 2     | 49                   | Orlando Magic          |
| 1996 | Jamie Feick          | Michigan State              | 2     | 48                   | Philadelphia 76ers     |
| 1996 | Moochie Norris       | West Florida                | 2     | 33                   | Milwaukee Bucks        |
| 1996 | Derek Fisher         | Little Rock                 | 1     | 24                   | Los Angeles Lakers     |
| 1997 | Eric Washington      | Alabama                     | 2     | 46                   | Orlando Magic          |
| 1997 | Cedric Henderson     | Memphis                     | 2     | 44                   | Cleveland Cavaliers    |
| 1997 | Anthony Johnson      | College of Charleston       | 2     | 39                   | Sacramento Kings       |
| 1997 | John Thomas          | Minnesota                   | 1     | 25                   | New York Knicks        |
| 1997 | Rodrick Rhodes       | USC                         | 1     | 24                   | Houston Rockets        |
| 1997 | Bobby Jackson        | Minnesota                   | 1     | 23                   | Seattle SuperSonics    |
| 1997 | Johnny Taylor        | Chattanooga                 | 1     | 17                   | Orlando Magic          |
| 1998 | Ryan Bowen           | Iowa                        | 2     | 55                   | Denver Nuggets         |
| 1998 | Greg Buckner         | Clemson                     | 2     | 53                   | Dallas Mavericks       |
| 1998 | Ryan Stack           | South Carolina              | 2     | 48                   | Cleveland Cavaliers    |
| 1998 | Cuttino Mobley       | Rhode Island                | 2     | 41                   | Houston Rockets        |
| 1998 | Shammond Williams    | North Carolina              | 2     | 34                   | Chicago Bulls          |
| 1998 | Ruben Patterson      | Cincinnati                  | 2     | 31                   | Los Angeles Lakers     |
| 1998 | Felipe Lopez         | St. John's                  | 1     | 24                   | San Antonio Spurs      |
| 1999 | Devean George        | Augsburg                    | 1     | 23                   | Los Angeles Lakers     |
| 1999 | Wally Szczerbiak     | Miami (Ohio)                | 1     | 6                    | Minnesota Timberwolves |
| 2000 | Brian Cardinal       | Purdue                      | 2     | 44                   | Detroit Pistons        |
| 2000 | Michael Smith        | Louisiana-Monroe            | 2     | 35                   | Washington Wizards     |
| 2001 | Jeff Trepagnier      | USC                         | 2     | 35                   | Cleveland Cavaliers    |
| 2002 | Rasual Butler        | La Salle                    | 2     | 53                   | Miami Heat             |
| 2002 | Matt Barnes          | UCLA                        | 2     | 48                   | Memphis Grizzlies      |
| 2002 | Ronald Murray        | Shaw                        | 2     | 42                   | Milwaukee Bucks        |
| 2002 | Robert Archibald     | Illinois                    | 2     | 32                   | Memphis Grizzlies      |
| 2002 | John Salmons         | Miami (Florida)             | 1     | 26                   | San Antonio Spurs      |
| 2003 | Brandon Hunter       | Ohio                        | 2     | 56                   | Boston Celtics         |
| 2003 | James Jones          | Miami (Florida)             | 2     | 49                   | Indiana Pacers         |
| 2003 | Willie Green         | Detroit                     | 2     | 41                   | Seattle SuperSonics    |
| 2003 | Travis Hansen        | Brigham Young               | 2     | 37                   | Atlanta Hawks          |
| 2003 | Jerome Beasley       | North Dakota                | 2     | 33                   | Miami Heat             |
| 2004 | Ricky Minard         | Morehead State              | 2     | 48                   | Sacramento Kings       |
| 2004 | Antonio Burks        | Memphis                     | 2     | 36                   | Orlando Magic          |
| 2004 | Jackson Vroman       | Iowa State                  | 2     | 31                   | Chicago Bulls          |
| 2005 | Jason Maxiell        | Cincinnati                  | 1     | 26                   | Detroit Pistons        |
| 2006 | Dee Brown            | Illinois                    | 2     | 46                   | Utah Jazz              |
| 2007 | Carl Landry          | Purdue                      | 2     | 31                   | Seattle SuperSonics    |
| 2008 | Deron Washington     | Virginia Tech               | 2     | 59                   | Detroit Pistons        |
| 2008 | Joe Crawford         | Kentucky                    | 2     | 58                   | Los Angeles Lakers     |
| 2008 | Patrick Ewing Jr.    | Georgetown                  | 2     | 43                   | Sacramento Kings       |
| 2009 | Ahmad Nivins         | Saint Joseph's              | 2     | 56                   | Dallas Mavericks       |
| 2009 | Robert Vaden         | UAB                         | 2     | 54                   | Charlotte Bobcats      |
| 2009 | Taylor Griffin       | Oklahoma                    | 2     | 48                   | Phoenix Suns           |
| 2009 | Jon Brockman         | Washington                  | 2     | 38                   | Portland Trail Blazers |
| 2009 | Jermaine Taylor      | Central Florida             | 2     | 32                   | Washington Wizards     |
| 2009 | DeMarre Carroll      | Missouri                    | 1     | 27                   | Memphis Grizzlies      |
| 2010 | Da'Sean Butler       | West Virginia               | 2     | 42                   | Miami Heat             |
| 2010 | Landry Fields        | Stanford                    | 2     | 39                   | New York Knicks        |
| 2010 | Lazar Hayward        | Marquette                   | 1     | 30                   | Washington Wizards     |
| 2011 | Jimmy Butler         | Marquette                   | 1     | 30                   | Chicago Bulls          |
| 2012 | Kyle O’Quinn         | Norfolk State               | 2     | 49                   | Orlando Magic          |
| 2012 | Kevin Murphy         | Tennessee Tech              | 2     | 47                   | Utah Jazz              |
| 2012 | Kim English          | Missouri                    | 2     | 44                   | Detroit Pistons        |
| 2013 | James Ennis          | Long Beach State            | 2     | 50                   | Atlanta Hawks          |
| 2014 | Josh Huestis         | Stanford                    | 1     | 29                   | Oklahoma City Thunder  |
| 2015 | Cady Lalanne         | UMass                       | 2     | 55                   | San Antonio Spurs      |
| 2015 | Marcus Thornton      | William & Mary              | 2     | 45                   | Boston Celtics         |
| 2015 | Pat Connaughton      | Notre Dame                  | 2     | 41                   | Brooklyn Nets          |
| 2015 | Darrun Hilliard      | Villanova                   | 2     | 38                   | Detroit Pistons        |
| 2015 | Richaun Holmes       | Bowling Green               | 2     | 37                   | Philadelphia 76ers     |
| 2016 | Isaiah Cousins       | Oklahoma                    | 2     | 59                   | Sacramento Kings       |
| 2017 | Jabari Bird          | California                  | 2     | 56                   | Boston Celtics         |
| 2017 | Kadeem Allen         | Arizona                     | 2     | 53                   | Boston Celtics         |
| 2017 | Sterling Brown       | SMU                         | 2     | 46                   | Philadelphia 76ers     |
| 2017 | Damyean Dotson       | Houston                     | 2     | 44                   | New York Knicks        |
| 2017 | Davon Reed           | Miami (Floryda)             | 2     | 32                   | Phoenix Suns           |
| 2017 | Derrick White        | Colorado                    | 1     | 29                   | San Antonio Spurs      |
| 2018 | George King          | Colorado                    | 2     | 59                   | Phoenix Suns           |
| 2018 | Devon Hall           | Virginia                    | 2     | 53                   | Oklahoma City Thunder  |